# Dominique Cina
Dominique Cina, né le 25 mai 1962, est un footballeur international suisse. Il met fin à sa carrière en 1992.

## Biographie

### En club
Dominique Cina est le dernier joueur du FC Sion à avoir été le meilleur buteur du championnat suisse de première division (alors LNA) en inscrivant 24 réussites lors de la saison 1984/85.
En 1984, le FC Sion élimine le grand  Athletico de Madrid en coupe d'Europe, Dominique Cina marque 3 des 4 buts sédunois, le quatrième étant un auto-but madrilène.

### En sélection
- 14 sélections
- Première sélection : Suisse-Espagne 0-4, le 26 mai 1984 à Genève
- Dernière sélection : Suisse- Malte 2-0, le 15 avril 1987 à Neuchâtel

## Palmarès
- Vainqueur de la Coupe de Suisse en 1980, 1982 et 1986 avec le FC Sion